# Коломак (Полтавский район)
Коломак (укр. Коломак) — село, Черкасовский сельский совет, Полтавский район, Полтавская область, Украина.
Код КОАТУУ — 5324086507. Население по переписи 2001 года составляло 18 человек.

## Географическое положение
Село Коломак находится на правом берегу реки Коломак, выше по течению на расстоянии в 0,5 км расположено село Бурты, ниже по течению примыкает село Ольховщина. Рядом проходит железная дорога, станция Зелёная в 1,5 км.

## История
В 1946 году указом ПВС УССР село Яновщина переименовано в Коломак.